# ジェフ・ジャレット
ジェフ・ジャレット（Jeff Jarrett、本名：Jeffrey Leonard Jarrett、1967年7月14日 - ）は、アメリカ合衆国の男性プロレスラー。テネシー州ナッシュビル出身。AEW所属。ダブルJ（Double J）のニックネームを持つ。父親のジェリー・ジャレットと共にTNAを創設した人物でもある。

## 来歴
1986年4月、父ジェリー・ジャレットがジェリー・ローラーと共同で主宰していたテネシー州メンフィスのCWAにてデビュー。ベビーフェイスのアイドル系レスラーとして売り出され、テキサス州ダラスのWCCW（WCWA）にも参戦してケリー・フォン・エリックともタッグを組んだ。1989年にCWAとWCCWが合併してUSWAが発足すると主力レスラーとして活躍。1991年10月にはSWSに初来日し、佐野直喜と好勝負を展開した。
1993年、USWAとWWF（現：WWE）の業務提携に伴い、ヒールとしてWWFに登場。WWFではザ・ローディーことブライアン・ジェイムスを付き人役に、カントリー・ミュージシャンのギミックが与えられる。1995年1月22日の『ロイヤルランブル1995』では、レイザー・ラモンを破りインターコンチネンタル王座を獲得。以降もボブ・ホーリー、ショーン・マイケルズ、アーメッド・ジョンソンらと王座を争った。
1996年にWCWへ移籍。同スタイルのリック・フレアーと共闘しフォー・ホースメンの客分的存在として活動するも、1997年にWWFへ戻った。
WWF復帰当初はカントリー・ミュージシャンのギミックを継続させるが、1998年8月30日の『サマースラム1998』にてXパックとの髪切りマッチに敗れ、ブロンドの長髪を失ったことを機に、その逆恨みで誰構わず髪の毛を切り落とそうとする傍若無人なキャラクターに変身。"Don't Piss Me Off" を決め台詞に、WCWで一緒だったデブラをマネージャーに従え、オーエン・ハートとのタッグやチャイナとの抗争などで活躍した。1999年10月17日、PPV『ノー・マーシー』でジャレットはチャイナに敗れ、当時保持していたIC王座を失う（チャイナが女性初のIC王者となった）。その日をもってWWFを退団し、翌10月18日にRaw is Warの裏番組『WCWマンデー・ナイトロ』へ出演、WCWへの再度の電撃移籍を決行した。
移籍後の12月20日にはクリス・ベノワからWCW USヘビー級王座を奪取。2000年からはnWo2000の一員としても活動した。WCW世界ヘビー級王座もダイヤモンド・ダラス・ペイジやリック・フレアーらを下し通算4回獲得。以降、2001年の消滅までWCWに在籍した。WCW崩壊後はオーストラリアのブリスベンを本拠地とするWWAに参戦していた。

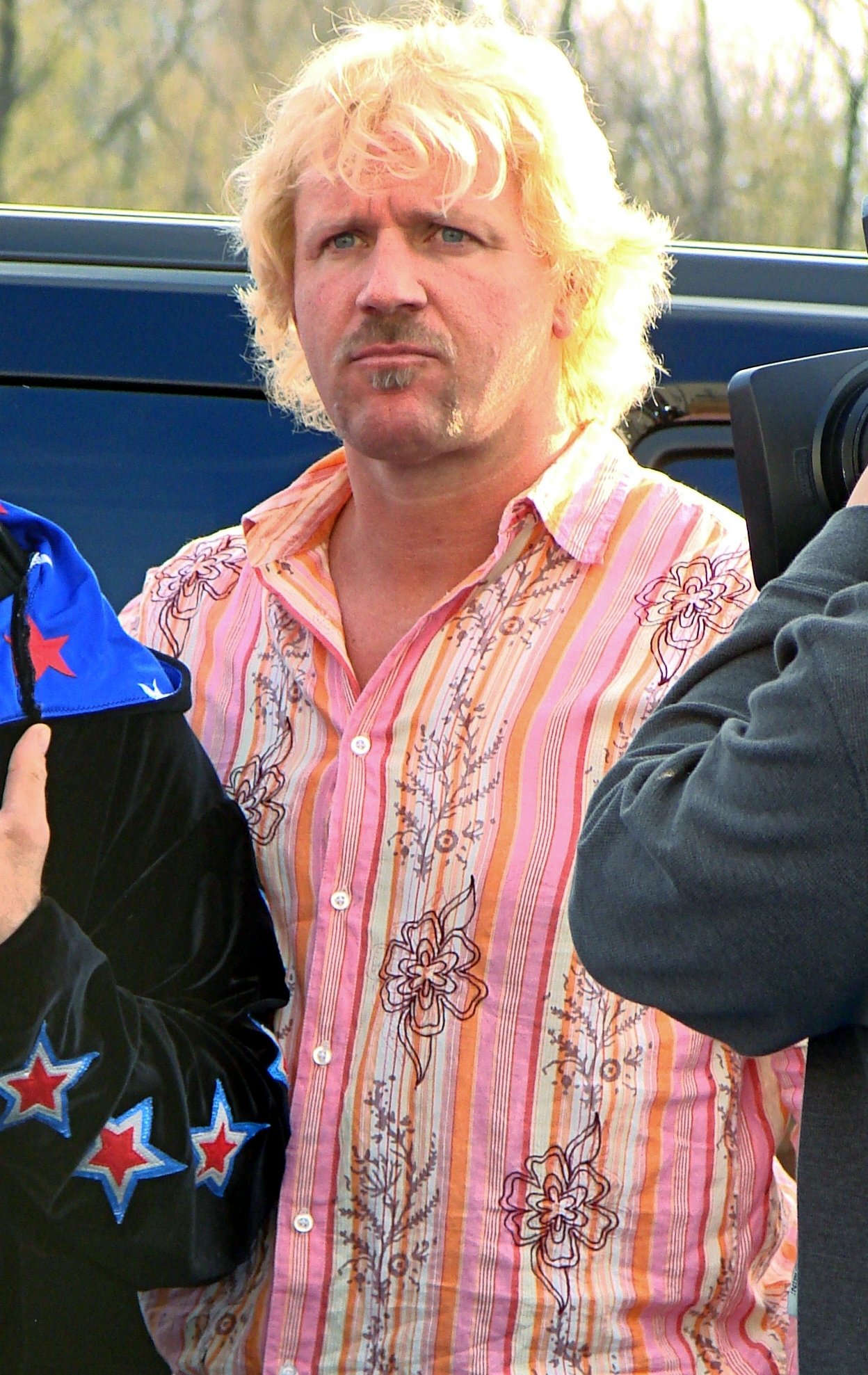
2007年

2002年、父ジェリーと共同でTNAを設立（設立時はNWA-TNA）。自身がブッカー兼務の主力レスラーとなり、NWA世界ヘビー級王座やTNA世界ヘビー級王座戦線で活躍した。同年にはZERO-ONEにも来日している。2005年、"Planet Jarrettf" なるユニットを結成。ビリー・ガンやモンティ・ブラウン、アビスらの加入で勢力を拡大させ、NWA世界ヘビー級王者の立場を利用してTNAの独裁を開始、ジャレットに対抗するケビン・ナッシュやAJスタイルズらと抗争を展開した。
WCW崩壊時には、WWFのPPV翌日にWCWへ移籍した経緯からビンス・マクマホンに眼の仇にされ、「ジャレットだけは使わない」とまで言われた。近年WWEより発売されたDVD "Rise & Fall of WCW" の中でも、「ジャレットはギターを6000個も壊し、客も呼べないのに、自分がホーガンより大物と思っていた勘違い男」などと非難されている。しかし、そのことが逆にジャレットの商品価値を高め、TNAを全米第2の団体に成長させる一因ともなった。
2011年12月11日のPPV "Final Resolution" にて、ジェフ・ハーディーと対戦。ハーディーが勝てば王座への挑戦権獲得とジャレットの解雇、ジャレットが勝てばハーディーが離脱の条件でケージ・マッチを行うも敗退。ジャレットは条件通りストーリー上、TNAから解雇されたが、実際はTNAのアジアでのマーケットを拡大すべく、インドのプネーにてプロレス団体リング・カ・キングを創設するための離脱であった。
リング・カ・キング設立後はTNAには戻らず、メキシコのAAAに参戦。2013年10月、全日本プロレスを離脱した武藤敬司が立ち上げたWRESTLE-1の後楽園ホール大会に来日。武藤&船木誠勝と組み、河野真幸、崔領二、KAZMAと対戦。試合はKAZMAのイス攻撃をかわしたジャレットのギターショットから武藤のシャイニング・ウィザード、船木のハイブリッド・ブラスターの流れで試合に勝利した。 同年12月、TNAと決別したことを発表し、退団することになった。
2014年4月7日、新団体「グローバル・フォース・レスリング（GFW）」の設立を発表
。8月10日には新日本プロレスの『G1 CLIMAX 24』にGFW代表として来日、新日本プロレスとの提携の挨拶を行ったが、棚橋弘至対AJスタイルズのシングルマッチにおいて、棚橋が勝利を収めた後にスコット・ダモールと乱入。棚橋にギターショットを放ち、BULLET CLUB入りを表明。なお、ギターには "BULLET CLUB" のロゴがデザインされていた。2015年1月4日の新日本プロレス東京ドーム大会をアメリカ向けに中継した。
2017年1月、インパクト・レスリング（TNAの買収後の名称）に復帰し、4月20日にGFWはインパクト・レスリングと合併した。しかし9月5日、ジャレットの無期限休職が発表され、10月23日、GFWとインパクト・レスリングの合併解消が発表された。
2018年2月19日、WWE殿堂に迎えられることが発表された。4月6日にルイジアナ州ニューオーリンズのスムージー・キング・センターで開催された殿堂入りの式典では、かつてローディーを演じていたロード・ドッグがインダクターを務めた。
2019年1月27日、アリゾナ州フェニックスのチェイス・フィールドで行われた『ロイヤルランブル2019』のロイヤルランブル戦において、2番目の出場者としてサプライズ登場した（イライアスのギターショットを喰らって最初の失格者となる）。以降はプロデューサーとして、WWEのバックステージで活動することとなった。
2022年11月2日、AEWダイナマイトに登場。ダービー・アリンをギターショットで襲撃し、選手兼ビジネス開発ディレクターとしてAEWに移籍した。

## 得意技
リック・フレアーの流れを汲むダーティーでクラシカルなスタイルを持ち味とし、使用する技の数も少ないながら、それだけで試合を組み立てることができる技能を持つ（なお、ジャレットをコーチしたバディ・ランデルはキャラクターからコスチュームに至るまでフレアーのスタイルをそっくりコピーし、フレアーのイミテーションであることをギミックとしていた選手だった。

### フィニッシュ・ホールド
フィギュア・フォー・レッグロック
ストローク
変形・河津掛け式・フェイスバスター。
河津落としの体勢から後方に倒れず前方に倒れこむ事によって相手の顔面を叩きつける。
セカンドロープから仕掛けるときはスーパーストロークと呼ぶ。
グランド・オレ・ドロッパー
ランニング式DDT、1993年から1年だけ使っていたフィニッシュ。

### 打撃技
エルボー
エルボー・スタンプ
バックハンド・チョップ
チョップ・スマッシュ
ナックルパンチ
ヘッドロック・パンチ
張り手
ドロップキック
延髄斬り

### 投げ技
スープレックス
スーパープレックス
ジャーマンスープレックス
パワーボム
DDT
ベリー・トゥー・バックスープレックス
パイルドライバー
ツームストーン・パイルドライバー

### 関節技
ボストンクラブ
ハーフボストンクラブ

### フォール技
スクールボーイ
バックスライド
スモール・パッケージ・ホールド
ジャックナイフ・ホールド

### 反則技
ギターショット
その名の通りギターで相手を殴りつける反則攻撃（元祖は、メンフィスCWAの先輩でもあるホンキー・トンク・マン）。WWE所属時代はなかなか割れにくい本物に近いギターを使用していたが、WCW時代は心地よいぐらい木端微塵となる代物となった。

## タイトル歴
TNA
- NWA世界ヘビー級王座 - 6回（第97、99、102、105、107、109代）
- TNAキング・オブ・ザ・マウンテン王座 - 1回
- キング・オブ・ザ・マウンテン（2004年、2006年、2015年）
- TNA殿堂 - 2015年

AAA
- AAAメガ王座 - 2回（第9、16代）

CWA
- NWAミッドアメリカ・ヘビー級王座 - 5回
- AWA南部タッグ王座 - 4回（w / ビリー・ジョー・トラビス×3、パット・タナカ）
- CWAヘビー級王座 - 1回
- CWA/AWAインターナショナル・タッグ王座 - 2回（w / パット・タナカ、ポール・ダイヤモンド）

WCCW / WCWA
- WCWA世界ライトヘビー級王座 - 2回
- WCWA世界タッグ王座 - 3回（w / ケリー・フォン・エリック、マット・ボーン、ミル・マスカラス）
- USWA世界タッグ王座 - 2回（w / マット・ボーン）

USWA
- USWA統一世界ヘビー級王座 - 3回
- USWA南部ヘビー級王座 - 10回
- USWA世界タッグ王座 - 14回（w / ブライアン・クリストファー×2、コーディ・ウィリアムス、ジェフ・ゲイロード×2、ジェリー・ローラー×4、マット・ボーン×2、ロバート・フラー×3）

WWF / WWE
- NWA北米ヘビー級王座 - 1回（ジム・コルネットがWWFに持ち込んだインディー版タイトル）
- WWFインターコンチネンタル王座 - 6回
- WWFヨーロピアン王座 - 1回
- WWFタッグ王座 - 1回（w / オーエン・ハート）
- WWE殿堂 - 2018年

WCW
- WCW世界ヘビー級王座 - 4回
- WCW USヘビー級王座 - 3回

NWAサイバースペース
- NWAサイバースペース・ヘビー級王座 - 1回

VPW
- NWA西部地区ヘビー級王座 - 1回

PCW
- PCW USヘビー級王座 - 1回

WSW
- WSWヘビー級王座 - 1回

WWA
- WWA世界ヘビー級王座 - 2回

WC
- WCヘビー級王座 - 1回